# Partito Socialdemocratico d'Albania
Il Partito Socialdemocratico d'Albania (Partia Socialdemokrate e Shqipërisë, PSD) è un partito politico socialdemocratico albanese.
Il PSD è un partito socialdemocratico, fondato nel 1991 da Skënder Gjinushi, già ministro dell'istruzione tra il 1987 ed il 1992 che ha guidato il partito fino al 2019, nel periodo in cui l'Albania iniziò la transizione dal regime comunista alla democrazia multipartitica.

## Dal 1991 al 2000
Alle elezioni del 1992, il PSD ottenne il 4,4% ed elesse 7 seggi. Nel 1996, il partito scese all'1,5% dei voti e non elesse alcun seggio. Il sistema elettorale prevedeva l'elezione di 100 deputati con il maggioritario a doppio turno e 40 con il proporzionale, con lo sbarramento al 2,5%, non superato, quindi, dai socialdemocratici. Il risultato delle elezioni, che videro il PDSh di Sali Berisha conquistare 122 seggi su 140, furono duramente contestate dall'opposizione, compreso il PSD. L'anno successivo furono indette nuove elezioni ed il PSD ottenne il 2,5% dei voti, sufficienti a superare lo sbarramento, ed elesse 9 deputati.

## Dal 2001 ad oggi

Il logo del PSD fino al 2021

Alle politiche del 2001, il PSD salì al 3,7% dei voti, ma perse 6 seggi, eleggendo solo 3 deputati. Alle politiche del 2005, il PSD ha ottenuto il 12,7% dei voti ed ha eletto 7 deputati. I deputati del PSD sono, però, stati eletti tutti nel proporzionale. Il nuovo sistema elettorale, infatti, ha sostituito, nell'elezione di 100 deputati, il maggioritario a doppio turno con il maggioritario a turno unico. In questo modo sono favoriti i due partiti maggiori, il PSSH ed il PDSh, che hanno conquistato tutti i seggi del maggioritario. I partiti minori si sono rifatti, però, al proporzionale dove il PSSH ed il PDSh superano insieme appena il 16% dei voti. In base, infatti, ad accordi tra i due partiti maggiori ed i loro alleati gli elettori che al maggioritario ha scelto PSSH e PDSh sono stati invitati, al proporzionale, a votare per i partiti minori, tanto che il PSSH e il PDSh non hanno eletto deputati nel proporzionale. Il PSD è attualmente nel governo di centro-sinistra guidato da Edi Rama.

## Risultati elettorali
| Elezione          | Leader           | Voti    | %     | Seggi   |
| ----------------- | ---------------- | ------- | ----- | ------- |
| Parlamentari 1992 | Skënder Gjinushi | 73.820  | 4,04  | 7 / 140 |
| Parlamentari 1996 | Skënder Gjinushi | 25.019  | 1,52  | 0 / 140 |
| Parlamentari 1997 | Skënder Gjinushi | 245.181 | 17,35 | 9 / 140 |
| Parlamentari 2001 | Skënder Gjinushi | 48.911  | 3,65  | 4 / 140 |
| Parlamentari 2005 | Skënder Gjinushi | 174.103 | 12,74 | 4 / 140 |
| Parlamentari 2009 | Skënder Gjinushi | 26.700  | 1,76  | 0 / 140 |
| Parlamentari 2013 | Skënder Gjinushi | 10,220  | 0,59  | 0 / 140 |
| Parlamentari 2017 | Skënder Gjinushi | 14.993  | 0,95  | 1 / 140 |
| Parlamentari 2021 | Tom Doshi        | 35.477  | 2,25  | 3 / 140 |
| Parlamentari 2025 | Tom Doshi        | -       | -     | 3 / 140 |